# Ukraińska Partia Radykalna (1890)
Ukraińska Partia Radykalna (ukr. Українська радикальна партія, URP) – ukraińska partia o proweniencji socjalistyczno-narodowej, założona we Lwowie 4 października 1890. Pierwsza ukraińska partia polityczna. Początkowo działała pod nazwą Rusko-Ukraińska Partia Radykalna (ukr. Русько-українська радикальна партія). Od 1926 - Ukraińska Partia Socjalistyczno-Radykalna.

## Historia
Inicjatorami jej powstania byli: Iwan Franko, Mychajło Pawłyk, Wiaczesław Budzynowski, Jewhen Łewyćkyj, Seweryn Danyłowycz i Kyryło Trylowski. Głosiła hasła społecznie radykalne (państwo „bez popa i pana”). W pierwszych latach działalności pod wpływem poglądów Mychajło Drahomanowa. W 1895 roku wprowadziła do programu zapisy o „zjednoczeniu i niepodległości wszystkich ziem ukraińskich”. W ramach Austro-Węgier RURP była zwolennikiem podziału Galicji na dwa odrębne kraje koronne: Wschodni (ukraiński) i Zachodni (polski). Pod względem ideologicznym wewnętrznie niespójna.
Od 1895 w partii walczyły ze sobą trzy frakcje: socjaliści-narodowcy (drahomanowcy), socjaliści-marksiści i radykalni narodowcy. W 1899 działacze partii utworzyli dwie nowe partie, odrębne od dalej istniejącej RURP:
- Ukraińską Partię Socjal-Demokratyczną – Mykoła Hankewycz, Julijan Baczynśkyj, Roman Jarosewycz, Semen Wityk
- Ukraińską Partię Narodowo-Demokratyczną – Wołodymyr Ochrymowycz, Jewhen Łewyćkyj, Wiaczesław Budzanowśkyj, Teofil Okunewski, Iwan Franko.

Po tym rozłamie partia stała się właściwie chłopską, ale nie straciła na znaczeniu. Po wyborach w 1911 roku wprowadziła do Reichsratu Przedlitawii 5 posłów (Łew Baczynski, Wasyl Stefanyk, Kyryło Trylowski, Mykoła Łahodynśkyj, Pawło Ławruk), a w wyborach do galicyjskiego Sejmu Krajowego w 1913 – 6 posłów. Pozostali w RURP działacze od 1900 roku tworzyli na terenie Królestwo Galicji i Lodomerii i Bukowiny struktury paramilitarnej organizacji: Towarzystwo Gimnastyczno-Pożarnicze „Sicz”. RURP w Sejmie Krajowym Galicji i  Izbie Posłów parlamentu w Wiedniu współpracowała z UNDP. W latach 1918–1919 współtworzyła Zachodnioukraińską Republikę Ludową. Od początku II Rzeczypospolitej nie uznawała polskiego panowania w Galicji Wschodniej. 
W 1926 roku połączyła się z działającą na Wołyniu Ukraińską Partią Socjalistów Rewolucjonistów, tworząc Ukraińską Partię Socjalistyczno-Radykalną. Od 1931 członek Międzynarodówki Partii Socjalistycznych (tzw. Międzynarodówki 2 1/2). Opowiadała się za niepodległością Ukrainy, demokracją, reformą rolną, nacjonalizacją, sekularyzacją oraz promowała spółdzielczość. Opozycyjna wobec rządów sanacji, sprzeciwiała się faszyzmowi i komunizmowi. W wyborach z 1928 roku zdobyła 7 mandatów, w 1930 roku weszła do Białoruskiego Bloku Wyborczego. W latach 30. znaczenie USRP zmalało. Działała do 1939. Organ prasowy – wydawany we Lwowie Hromadśkyj hołos. 
Po agresji ZSRR na Polskę 17 września 1939, podobnie jak inne legalnie działające partie polityczne II Rzeczypospolitej podjęła decyzję o zaprzestaniu działalności dla ochrony swych członków przed represjami sowieckimi.
Jej czołowymi działaczami byli: Iwan Franko (do 1898), Mychajło Pawłyk (do 1914), Kyryło Trylowski, Łew Baczynski (w latach 30 XX wieku), Iwan Makuch.